# Warm Springs (Montana)
Pour les articles homonymes, voir Warm Springs.
Warm Springs est une census-designated place située dans le comté de Deer Lodge, dans l'État du Montana, aux États-Unis. Elle abrite le Montana State Hospital (en), le seul hôpital psychiatrique de l’État.